# Jacques Colling
Jacques Colling (Luxembourg, 1926. december 2. – 2014) luxemburgi nemzetközi labdarúgó-játékvezető.	

## Pályafutása

### Nemzeti játékvezetés
Játékvezetői vizsgát 1958-ban szerezte meg. Pályafutása során hazája legfelső szintű labdarúgó-bajnokságának játékvezetője lett. Aktív pályafutása alatt 1200 találkozón tevékenykedett. Az aktív nemzeti játékvezetéstől 1976-ban vonult vissza.

### Nemzetközi játékvezetés
A Luxemburgi labdarúgó-szövetség Játékvezető Bizottsága (JB) 1966-ban terjesztette fel nemzetközi játékvezetőnek, a Nemzetközi Labdarúgó-szövetség (FIFA) bíróinak keretébe. Több nemzetek közötti válogatott- és klubmérkőzést vezetett. A luxemburgi nemzetközi játékvezetők rangsorában, a világbajnokság-Európa-bajnokság sorrendjében többedmagával a 3. helyet foglalja el 6 találkozó szolgálatával. Az aktív nemzetközi játékvezetéstől 1976-ban búcsúzott el. Nemzetközi mérkőzéseinek száma: 20.

#### Világbajnokság
Három világbajnokság döntőjéhez vezető úton Mexikóba a IX., az 1970-es labdarúgó-világbajnokságra, Németországba a X., az 1974-es labdarúgó-világbajnokságra, valamint Argentínába a XI., az 1978-as labdarúgó-világbajnokságra a FIFA JB bíróként foglalkoztatta.
| Időpont             | Helyszín                         | Mérkőzés típusa           | Mérkőzés              | Eredmény | Nézők száma |
| ------------------- | -------------------------------- | ------------------------- | --------------------- | -------- | ----------- |
| 1969. május 21.     | Georg-Melches Stadion, Essen     | előselejtező (7. csoport) | NSZK–Ciprus           | 12 : 0   | 36 036      |
| 1969. június 19.    | Ullevaal Stadion, Oslo           | előselejtező (5. csoport) | Norvégia–Svédország   | 2 : 5    | 26 284      |
| 1972. augusztus 22. | De Meer Stadion, Amszterdam      | előselejtező (3. csoport) | Franciaország–Belgium | 5 : 0    | 17 213      |
| 1976. október 27.   | Idrætsparken Stadion, Koppenhága | előselejtező (4. csoport) | Dánia–Ciprus          | 5 : 0    | 30 600      |

#### Európa-bajnokság
Kettő európai-labdarúgó tornasorozat döntőjéhez vezető úton Olaszországba a III., az 1968-as labdarúgó-Európa-bajnokságra és Belgiumba a IV., az 1972-es labdarúgó-Európa-bajnokságra az UEFA JB játékvezetőként bízta meg.
| Időpont            | Helyszín                      | Mérkőzés típusa           | Mérkőzés              | Eredmény | Nézők száma |
| ------------------ | ----------------------------- | ------------------------- | --------------------- | -------- | ----------- |
| 1966. november 13. | Nemzeti Stadion, Lisszabon    | előselejtező (2. csoport) | Portugália–Svédország | 1 : 2    | 35 000      |
| 1971. április 21.  | Windsor Park Stadion, Belfast | előselejtező (4. csoport) | Észak-Írország–Ciprus | 5 : 0    | 19 153      |

## Sportvezetőként
Az aktív nemzetközi pályafutását befejezve az UEFA Játékvezető Bizottságánál játékvezető ellenőrként dolgozik.